# Dolmen am Ristinge Nor
Die Dolmen am Ristinge Nor liegen auf der dänischen Insel Langeland. Sie entstanden im Neolithikum zwischen 3500 und 2800 v. Chr. als Megalithanlagen der Trichterbecherkultur (TBK). Neolithische Monumente sind Ausdruck der Kultur und Ideologie neolithischer Gesellschaften. Ihre Entstehung und Funktion gelten als Kennzeichen der sozialen Entwicklung.

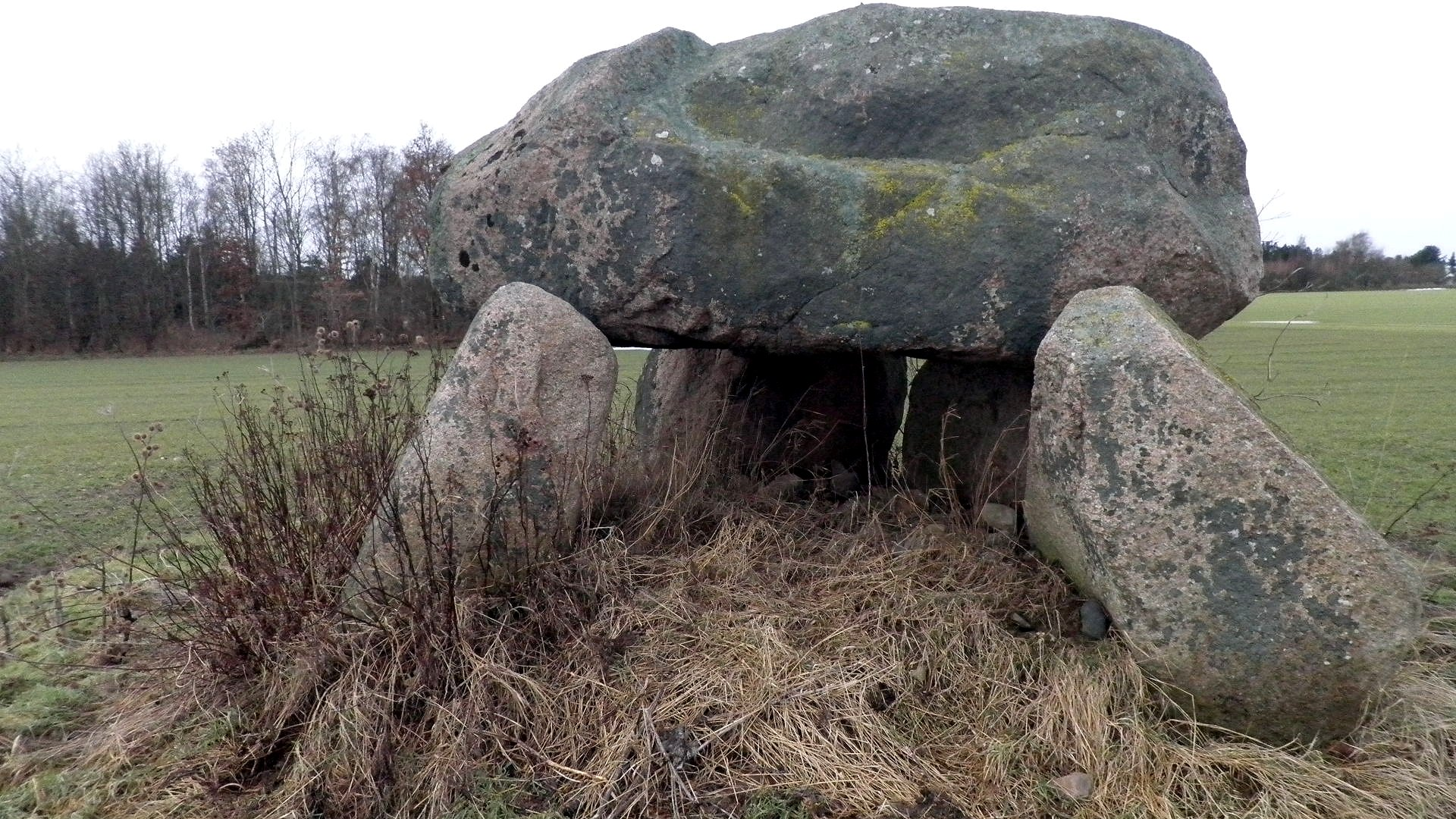
Dolmen bei Hesselbjerg

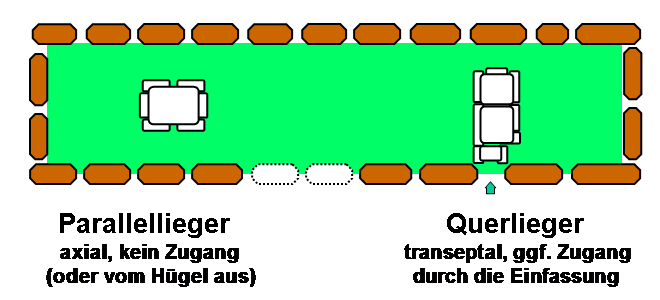
Parallel- und Querlieger

## Der Langdolmen 1 von Hesselbjerg
An der Straße nach Humble Rene (Sackgasse) nordwestlich von Hesselbjerg befindet sich auf der Nordseite eine Obstplantage, unmittelbar dahinter, 100 m nördlich der Straße im Feld, liegt der „Renehuse Langdysse“ bzw. „Ristinge Nor Langdysse“ oder „Rene-Dolmen“ genannte Langdysse (auch Ristinge Nor Langdysse, oder SB 090303-6 genannt) (Lage: 54° 49′ 38,7″ N, 10° 39′ 49,2″ O).

### Das Hünenbett
Das West-Ost orientierte Hünenbett mit vier Kammern ist etwa 25,0 m lang und 8,0 m breit. Es wird von 23 recht großen Randsteinen, die nur an der Nord- und Südseite erhalten sind, als Reste der Einfassung begrenzt. Im Hügel liegen als Querlieger, deutlich zur Südseite hin orientiert, die nur teilweise erhaltenen vier Kammern. Es ist bei allen Zugängen unklar, ob sie die Einfassung erreicht haben. Es wurden keine Ausgrabungen vorgenommen.

### Die Westkammer
Am westlichen Ende des Hügels befindet sich die polygonale Kammer eines Ganggrabes aus acht relativ kleinen Tragsteinen. Der Deckstein ist nicht mehr vorhanden. Vom stark außermittig ansetzenden Gang ist nur ein Tragstein erhalten.

### Die beiden mittleren Kammern
Zwei stärker gestörte Rechteckdolmen. Die besser erhaltene besitzt fünf Tragsteine (einer fehlt) und einen großen Deckstein. Von der anderen baugleichen Kammer sind nur zwei Tragsteine in situ und zwei verkippt erhalten.

### Die Ostkammer
Am östlichen Ende des Hügels findet man eine rechteckige Kammer aus neun teilweise kleinen Tragsteinen. Einer der zwei Decksteine liegt an seinem ursprünglichen Platz, der andere in der Kammer. Von dem mittig ansetzenden Gang des Ganggrabes sind keine Steine erhalten.

## Der Langdolmen 2 von Hesselbjerg
Am Nørreballe Nor südlich von Hesselbjerg befindet sich der Langdolmen Hesselbjerg 2 (auch SB 090303-29 genannt) in einem etwa 45,0 m langen und 8,0 m breiten Hünenbett, dessen 47 Einfassungssteine sich fast alle in situ befinden. Er hat eine querliegende Kammer, bestehend aus drei Tragsteinen, ohne Deckstein, die Innen etwa 2,1 × 1,0 m misst.

## Der Dolmen bei Ristinge
Am höchsten Punkt der Halbinsel von Ristinge liegt unweit des Steilufers, etwa 30,0 m über dem Meeresspiegel, westlich des Dorfes liegt eine freistehende Dolmenkammer. Die nahezu West-Ost orientierte Kammer aus ungewöhnlich großen Tragsteinen misst etwa 3,0 × 1,0 m. Auf ihnen liegt ein gewaltiger gewölbter Deckstein. In der Kammer, die ursprünglich von einem Hügel umgeben war, wurden – soweit bekannt – keine Funde gemacht.
(Lage:54° 49′ 42″ N, 10° 36′ 58,7″ O)